# Fußballländerspiel Bahrain – Togo 2010
Ein vorgebliches „Fußballländerspiel“ Bahrain – Togo fand am 7. September 2010 im Nationalstadion in Bahrain statt. Es war der FIFA gemeldet worden und wurde im staatlichen Fernsehen live übertragen. Es handelte sich bei der Mannschaft von Togo jedoch nicht um die tatsächliche Nationalmannschaft.
Bahrains Nationalelf siegte mühelos 3:0. Die Qualität des gegnerischen Spiels ließ Zweifel an der Identität der Gastmannschaft aufkommen. Bahrains Trainer Josef Hickersberger erklärte, die Togoer, deren Nationalität gleichfalls in Frage stehe, seien „nicht mal fit genug gewesen, 90 Minuten durchzuspielen“.
Auf eine Anfrage des Nationalen Fußballverbands des Golfstaats erklärte die Fédération Togolaise de Football, ihr sei in Togo von einer Einladung zu einem Freundschaftsspiel nichts bekannt. Jedoch wollte der bahrainische Vizeverbandsvorsitzende Ali bin Chalifa Al Chalifa einen positiven Bescheid auf ein Einladungsschreiben erhalten haben.
Der togoische Fußballverband sperrte nach eigenen Ermittlungen den früheren Nationalcoach Tchanilé Bana, der als Betreuer an der Seitenlinie agiert hatte, für drei Jahre. Bana war gut ein Jahr vorher entlassen worden, weil er bei einem Turnier in Kairo eine gleichfalls als Nationalmannschaft Togos bezeichnete Elf hatte spielen lassen, die sich ausschließlich aus Fußballern eines von ihm privat geleiteten Ausbildungszentrums zusammensetzte; für den Auftritt in Bahrain soll er 150.000 € „Antrittsprämie“ erhalten haben.
Die FIFA hatte sich für unzuständig erklärt, da nationale Fußballverbände Freundschaftsspiele in Eigenregie vereinbaren könnten. Sportminister Christophe Tchao hatte zunächst gehofft, der Weltfußballverband werde sich mit der Angelegenheit befassen.